# Bombdådet i Bologna
Bombdådet i Bologna (italienska: Strage di Bologna) inträffade på lördagen 2 augusti 1980 då en bomb detonerade på järnvägsstationen i Bologna i Italien. 85 människor dödades, omkring 200 människor skadades och stora delar av stationen förstördes. Flera medlemmar av den nyfascistiska terrororganisationen Nuclei Armati Rivoluzionari (NAR, ungefär Beväpnade Revolutionära Cellerna) dömdes för massakern.

## Bombdådet
Klockan 10:25 detonerade en tidsinställd bomb gömd i en obevakad resväska i en luftkonditionerad väntsal på stationen. Väntsalen var full av människor som svalkade sig från augustivärmen. Taket i salen kollapsade av explosionen och större delen av huvudbyggnaden förstördes. Dessutom träffades Ancona–Chiasso-tåget som väntade vid perrongen.
Stationen var full av turister den lördagen och staden var oförberedd på en större katastrof. Många förbipasserande och resenärer gav första hjälpen till offren och hjälpte till att rädda människor som låg begravda under spillrorna. Bussar, privata bilar och taxibilar användes för att transportera de skadade till sjukhus. 

## Skuldfrågan
Under de första timmarna efter explosionen kom en mängd föga trovärdiga telefonsamtal till nyhetsredaktioner, i vilka uppringarna påstod sig representera olika terrororganisationer och i deras namn tog på sig ansvaret för dådet. Två av uppringarna påstod sig representera den nyfascistiska gruppen Nuclei Armati Rivoluzionari.
Anklagelser hade först även riktats mot den väpnade vänsterorganisationen Brigate Rosse (Röda Brigaderna), och en annan teori var att en gammal oljepanna i stationens källare hade exploderat. 
Två nyfascister greps och dömdes för dådet. Valerio Fioravanti (född 1958) greps i Padua 5 februari 1981 och hans sambo, senare hustru, Francesca Mambro (född 1959) greps i Rom 5 mars 1982. I de följande rättegångarna dömdes Fioravanti till sammanlagt åtta livstidsstraff och Mambro till nio. Deras domar fastställdes efter flera överklaganden slutligen 23 maj 1994 då Fioravanti och Mambro redan varit frihetsberövade i 13 respektive 12 år. Fioravanti  släpptes i villkorlig frihet 2004 och Mambro 2008. Paret dömdes dessutom i en civilrättslig process 2014 att betala skadestånd på drygt 2,1 miljarder euro.
En minnesplakett över händelsen med namn och ålder på de dödade finns i stationens ankomsthall.